# Hegemonía espartana
El período de hegemonía espartana es un momento en la historia de la Grecia clásica que se extiende a partir del final de la guerra del Peloponeso en 404 a. C. hasta la Batalla de Leuctra del año 371 a. C.

## Contexto previo a la guerra del Peloponeso
Esparta, con sus tierras de labranza provechosas en el valle del río Eurotas y sus tradiciones militaristas, comenzó a dominar el Peloponeso durante el período arcaico. Los espartanos se hicieron prominentes en toda Grecia por sus intervenciones militares en otras ciudades griegas, por deponer a tiranos y restaurar la oligarquía y por su mando de la lucha panhelénica contra el expansionismo persa en la segunda guerra médica de 480- 479 a. C.

## Guerra del Peloponeso
Tras la guerra contra los persas, el poder de Atenas creció, alcanzando a los espartanos. En 431 a. C., estas dos ciudades entraron en conflicto. La guerra del Peloponeso (431-404 a. C.) terminó con la derrota total de los atenienses, después de las rebeliones de las ciudades que estaban sometidas a la Liga de Delos y del fortalecimiento de la flota espartana, que contó con ayuda financiera por parte de Persia.

## Mantenimiento de la hegemonía

### Presencia espartana en Asia Menor
En 404 a. C., Grecia y Asia Menor quedaron en poder de Esparta: el comandante espartano, Lisandro estableció guarniciones espartanas en las ciudades griegas del Egeo que habían ganado a los atenienses, gobernadas por decarquías (regímenes oligárquicos formados por diez hombres) para administrar los asuntos internos, subordinados a un harmosta lacedemonio (gobernadores espartanos militares).
Inicialmente aliados con el Imperio persa, los espartanos habían reconocido la soberanía de los persas sobre las ciudades griegas de Asia Menor. Estas relaciones, sin embargo, se vieron enturbiadas cuando un ejército de mercenarios griegos (la denominada Expedición de los Diez Mil) se internó en Persia para apoyar la rebelión de Ciro contra su hermano Artajerjes en 401 a. C. Después de estos sucesos el sátrapa Tisafernes quiso hacer efectivo el dominio sobre las ciudades de Jonia, que solicitaron ayuda militar a los espartanos. Estos acudieron, mandados por Dercílidas y, pese a que sus fuerzas no eran numerosas, lograron que se estableciera una tregua con los persas en 397 a. C. 
Una campaña de mayores dimensiones a Asia Menor fue organizada por Esparta a partir de 396 a. C., bajo la dirección del rey Agesilao, aunque algunas ciudades importantes, como Corinto y Tebas, se negaron a aportar tropas. Agesilao derrotó a Tisafernes en Sardes y Titraustes, su sucesor, quiso pactar con los griegos la concesión de autonomía a las ciudades griegas de Asia Menor a cambio de que el ejército espartano regresara a Grecia, pero Agesilao se negó y prosiguió su campaña en Anatolia. Los persas decidieron entonces enviar emisarios a Grecia para que, mediante entregas de oro a personas influyentes, provocasen rebeliones antiespartanas y así obligar a Agesilao a abandonar Asia Menor.

### Situación en Atenas
En el año 403 a. C., Atenas depuso el gobierno proespartano de los Treinta Tiranos y restableció la democracia. La guarnición espartana que había en Atenas se enfrentó inicialmente a los demócratas pero posteriormente el rey espartano Pausanias propuso un plan de reconciliación mediante el cual los oligarcas podrían establecerse en Eleusis.

### Guerra de Corinto
En 396/5 a. C. una disputa territorial entre focidios y locrios provocó que los tebanos apoyaran a los locrios. Los focidios pidieron ayuda a los espartanos, que en principio eran partidarios de que el conflicto se solucionara pacíficamente mediante un arbitraje, ya que buena parte de sus fuerzas permanecían en Asia Menor. Pero ante la oposición de Tebas, los espartanos se decidieron a invadir el territorio tebano, mientras los tebanos establecieron una alianza con Atenas. En el enfrentamiento, los espartanos fueron derrotaron en la batalla de Haliarto. Esto animó a argivos y corintios a unirse en una cuádruple alianza con Atenas y Tebas, además de contar con la ayuda persa, y se rebelaron contra la hegemonía espartana en la guerra de Corinto (395 a. C.-386 a. C.) Así, Agesilao tuvo que regresar de su campaña en Asia Menor. En  394 a. C. los espartanos y sus aliados obtuvieron algunas victorias, en Nemea y Coronea, pero fueron derrotados por la flota persa en la batalla de Cnido, que supuso el final de la hegemonía espartana en el mar Egeo.

### Paz de Antálcidas
A partir de 392 a. C. los espartanos indujeron a los persas a acordar la paz ofreciéndoles el Asia Menor griega, a cambio de cortar el apoyo financiero que sostenía la alianza de Argos, Corinto, Tebas y Atenas en la guerra. Sin embargo la guerra prosiguió unos años más hasta que otra embajada espartana llegó a Susa y negoció un acuerdo de paz con el rey de Persia. Para asegurarse de que Atenas aceptaría el acuerdo, los espartanos bloquearon los Dardanelos para impedir el suministro de trigo a Atenas. La Paz de Antálcidas (386 a. C.) puso fin a la guerra. En ella se estipuló que las ciudades griegas debían ser autónomas, excepto las islas de Lemnos, Esciros e Imbros, que debían pertenecera a los atenienses mientras Persia adquiría el control total de la Grecia asiática, más las islas de Chipre y Clazómenas. En la práctica, supuso el fortalecimiento de la posición de Esparta, puesto que se rompieron las alianzas que lideraban Tebas y Atenas, así como la unión entre Corinto y Argos y sin embargo la Liga del Peloponeso, liderada por Esparta, no se vio afectada.

### Campañas espartanas tras la Paz de Antálcidas
Después de los acuerdos de paz, los espartanos llevaron a cabo varias acciones militares con objeto de castigar algunas ciudades que le habían sido hostiles en las guerras precedentes. Así, tomaron Mantinea en 385 a. C. y la obligaron a que se fragmentara en cinco aldeas. Mientras, en el norte de Grecia, hacia el año 383 a. C. una embajada a Esparta fue enviada por las ciudades de Acanto y Apolonia para solicitar ayuda contra la ciudad de Olinto, que pretendía incorporarlas a la confederación que estaba organizando. Después de varias campañas donde los olintios consiguieron resistir e incluso hacían frecuentes incursiones contra ciudades aliadas de Esparta, finalmente los espartanos tomaron la ciudad. Por otra parte los espartanos obligaron en el 380 a. C. a la ciudad de Fliunte a permitir el regreso de los oligarcas que habían tenido que exiliarse en años precedentes.

### Enfrentamientos entre Esparta y Tebas entre 382-372a.C.
Como consecuencia de la paz de Antálcidas los espartanos habían conseguido la disolución de la Liga Beocia, pero unos años después volvieron a surgir enfrentamientos entre espartanos y tebanos. En 382 a. C. el general espartano Fébidas había ocupado la acrópolis de Tebas, con el beneplácito de Leontíades, uno de los líderes tebanos de una de las facciones aristocráticas que luchaban por el control político de la ciudad. Sin embargo, en 379 a. C. algunos exiliados tebanos organizaron una conspiración apoyada por gente del interior de la ciudad que logró sublevar al pueblo y expulsar de Tebas a los espartanos.
Así, se instauró un régimen democrático en Tebas a la vez que se reconstituyó la Liga Beocia. Por otra parte, los sectores democráticos de las ciudades de Platea, Tespias, Tanagra y Orcómeno se habían refugiado en Tebas debido a que los gobiernos oligárquicos de esas ciudades habían pedido a Esparta que estableciera en ellas guarniciones. En los años siguientes los espartanos realizaron varias campañas militares contra Tebas, que contó con ayuda de los atenienses para su defensa. En estas campañas, los espartanos lograron inicialmente poner en apuros de abastecimiento a los tebanos pero finalmente estos consiguieron aprovisionarse por vía marítima. A partir de 376/5 a. C. la iniciativa pasó a ser de los tebanos, que atacaron las guarniciones espartanas en varias ciudades de Beocia y lograron que otras ciudades pasaran a formar parte de la Liga Beocia. Los tebanos derrotaron a los espartanos en Tegira y progresivamente se fueron adhiriendo a la Liga las ciudades que aún no formaban parte de ella. Las negociaciones de paz con Esparta se rompieron debido a que los tebanos se negaban a disolver de nuevo la Liga Beocia. Atenas, sin embargo, sí firmó la paz con Esparta tras romper su alianza con los tebanos después de que estos hubieran destruido Platea.

## Fin de la hegemonía espartana
Los espartanos tuvieron el control de Grecia hasta el 371 a. C., cuando el poder creciente de Tebas, bajo los beotarcas Pelópidas y Epaminondas, finalmente lo destruyó en la batalla de Leuctra. En dicha batalla, a pesar de su superioridad numérica, los espartanos sucumbieron ante la novedosa disposición táctica tebana, la falange oblicua. Tras este enfrentamiento fueron los tebanos quienes dominaron de forma sistemática en Grecia durante algunos años.
Aparte de las causas puramente militares, los historiadores han señalado otras causas que provocaron el declive de Esparta. Los autores de la Antigüedad ya mencionaban que una de ellas había sido la progresiva disminución del número de ciudadanos. También se ha mencionado la debilidad de sus recursos económicos. Otros factores están relacionados con las alianzas que Esparta había forjado con otros estados griegos, que se tornaron inestables: tanto los antiguos aliados de Atenas que Esparta había intentado atraerse como algunos miembros de la Liga del Peloponeso, que Esparta ya controlaba desde tiempo atrás, estaban descontentos con las imposiciones espartanas en sus asuntos políticos internos y otras obligaciones de carácter económico.